# Oshnavieh
Oshnavieh (persa: اشنويه, romanizado: Oshnavīyeh; kurdo: شنۆ, romanizado: Şino) es la ciudad capital del condado de Oshnavieh, provincia de Azerbaiyán Occidental en Irán. En el censo de 2016, su población era de aproximadamente 85.000 habitantes
La ciudad está poblada principalmente por kurdos que hablan sorani.

## Historia
Oshnaviyeh se encuentra en la ruta histórica desde la cuenca de Urmia hasta Rawandiz sobre el paso de Kalashin. Cerca de la ciudad existe una estela de Urartian de aproximadamente 800 a. C. Después de la invasión mongola, la ciudad se convirtió en la sede de la Iglesia nestoriana por un breve momento.
Los geógrafos medievales del siglo X escribieron que la ciudad era de buen tamaño, pegada a Urmia, fértil y con buenos pastos. Los kurdos de la tribu Hadhabani se asentaban en la zona durante el verano, pastoreaban su ganado y vendían sus productos para manufacturas y textiles de la ciudad. La ciudad quedó bajo el dominio de los Rawadids en el siglo X y continuó floreciendo. Ali ibn al-Athir escribió en 1205/6 que Nusrat al-Din Abu Bakr de Eldiguzids entregó la ciudad al gobernante de Maragheh ʿAlāʾ-al-Din Qara Sonqor. En 1226, la ciudad estaba bajo los kurdos de Ivāʾiya hasta que fue capturada por Jalal ad-Din Mingburnu. En 1220, cuando Yaqut al-Hamawi pasó por la ciudad, la ciudad estaba en ruinas, pero había sido reconstruida en el momento de la visita de Hamdallah Mustawfi. Mustawfi describió la ciudad como sunita, en un distrito rural de 120 aldeas y produciendo un ingreso total de 19.300 dinares al año. El viajero Fraser mencionó en 1840 que la ciudad estaba poblada por kurdos de Zerza, cuya presencia posiblemente esté atestiguada en la ciudad desde el siglo XIV. En el siglo XIX, la población era mayoritariamente kurda con una pequeña población asiria que pereció durante el genocidio asirio.
Cuando Sheikh Ubeydullah y sus fuerzas avanzaron desde territorio otomano hacia Urmia, capturó Oshnavieh y la convirtió en su capital hasta que fue derrotado en 1880.